# Aerenea ecuadoriensis
Aerenea ecuadoriensis är en skalbaggsart som beskrevs av Stefan von Breuning 1947. Aerenea ecuadoriensis ingår i släktet Aerenea och familjen långhorningar. Inga underarter finns listade i Catalogue of Life.